# Силуэт-электро

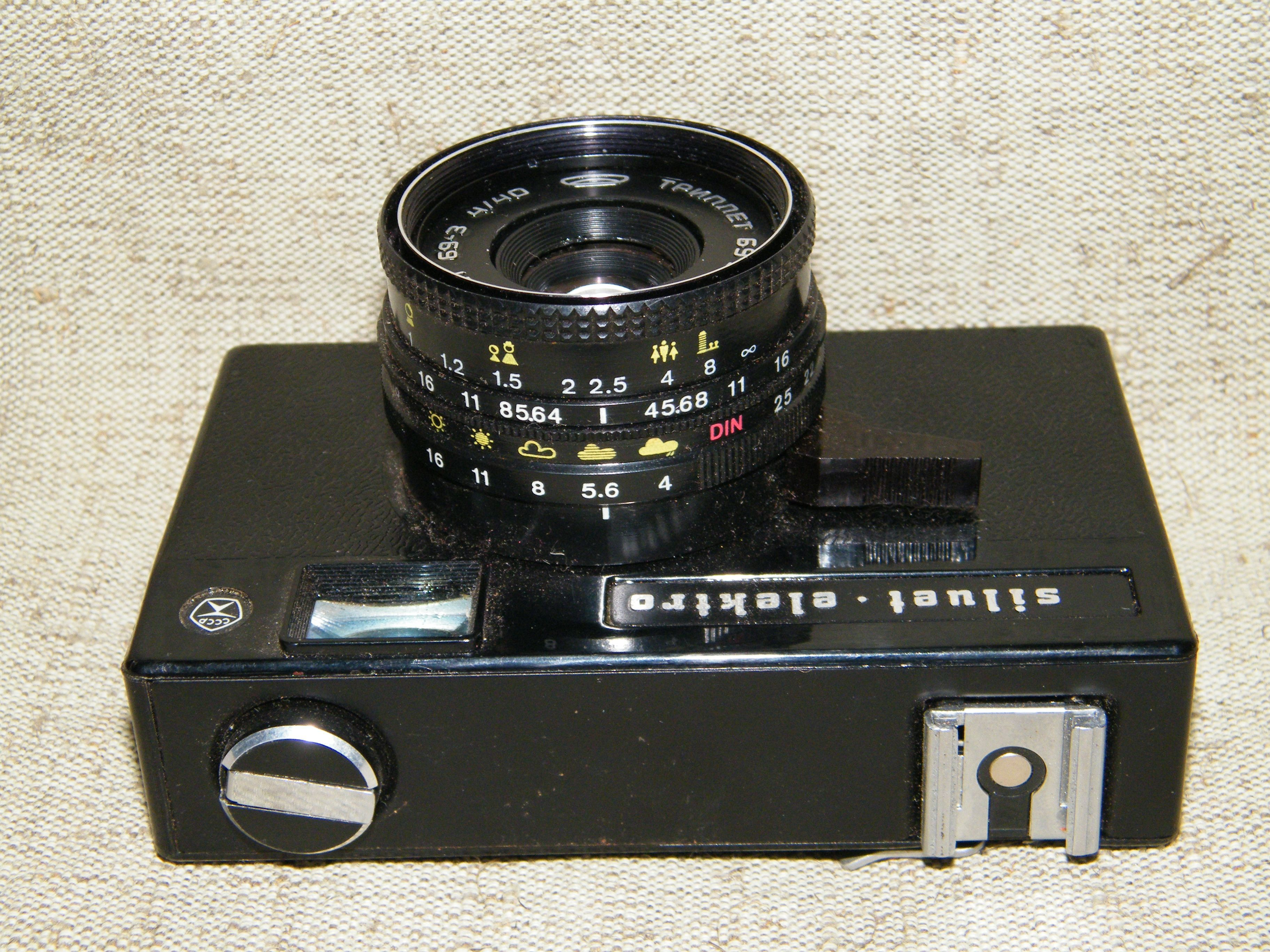
«Силуэт-электро», верхняя панель

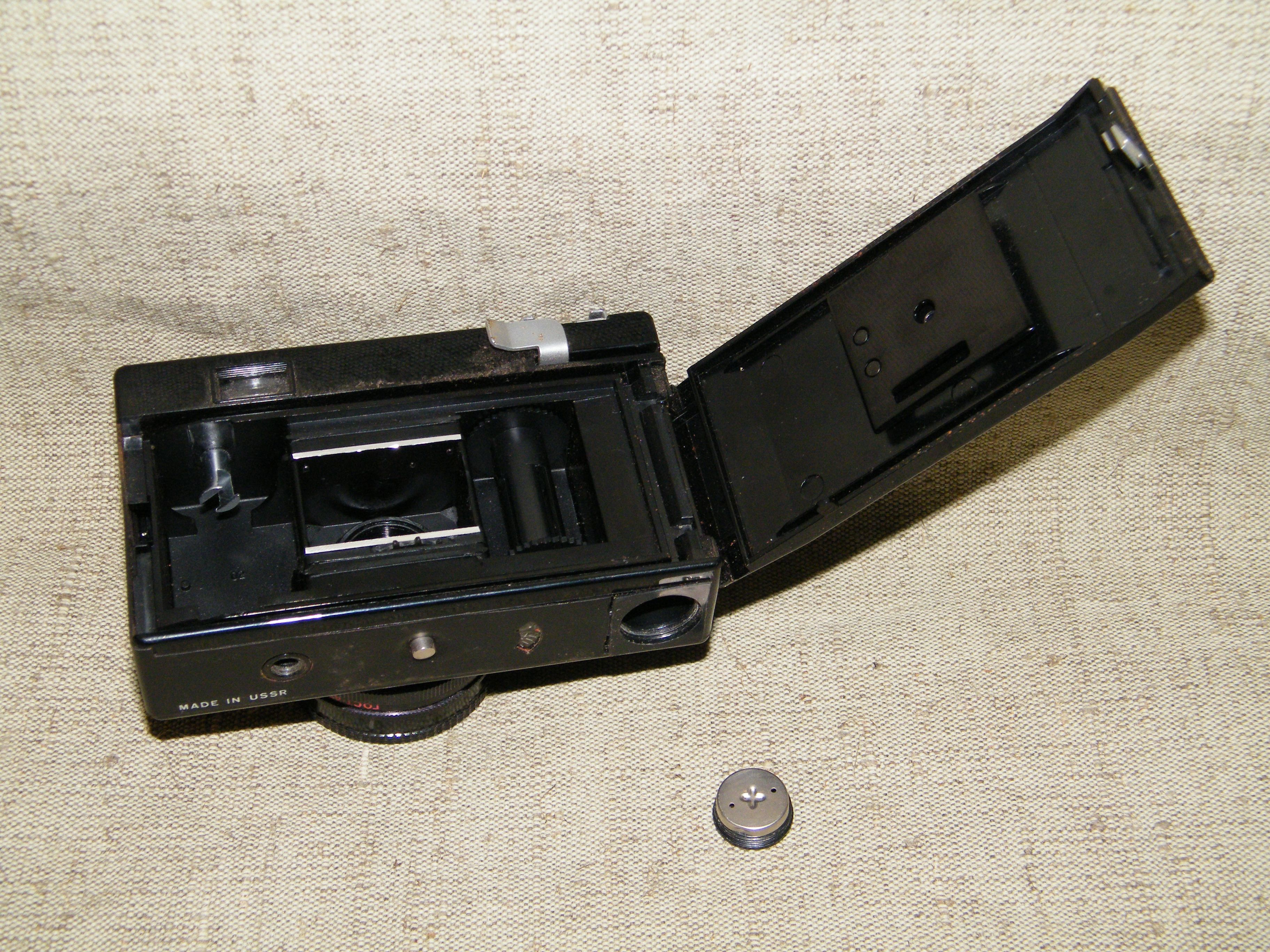
Открыты задняя крышка и батарейный отсек

«Силуэ́т-эле́ктро» — советский шкальный малоформатный фотоаппарат с автоматическим управлением экспозицией в приоритете диафрагмы.
Выпускался в 1976—1981 годах Белорусским оптико-механическим объединением.
Третья модель из унифицированного семейства «Вилия». Выпускалось четыре модели («Вилия-авто», «Вилия», «Силуэт-электро», «Орион-ЕЕ»), имевшие одинаковый корпус и объектив, отличавшиеся только способом установки экспозиции.
Фотоаппарат третий в семействе.
Предыдущие две модели носили названия "Вилия" и «Вилия-авто».

## Технические характеристики
- Тип — шкальный малоформатный фотоаппарат.
- Тип применяемого фотоматериала — плёнка типа 135 в стандартных кассетах.
- Размер кадра — 24×36 мм.
- Корпус — пластмассовый, с откидной задней пластмассовой крышкой. На крышке находится шкала-памятка светочувствительности заряженной фотоплёнки.
- Курковый взвод затвора и перемотка плёнки. Обратная перемотка рулеточного типа.
- Приёмная катушка несъёмная.
- Счётчик кадров самосбрасывающийся при открывании задней крышки.
- Объектив — Триплет «Т-69-3» 4/40, несъёмный. Резьба для крепления светофильтров — М46×0,75 мм. Диафрагма четырёхлепестковая залинзовая (за центральным затвором).
- Наводка на резкость по шкале символов и расстояний.
- Видоискатель оптический телескопический с увеличением 0,6×, с подсвеченными кадроограничительными рамками (внутренняя — для коррекции параллакса при съёмке с расстояния менее 3 метров).
- Фотографический затвор — центральный залинзовый, двухлепестковый, с электронным управлением; значения выдержек от 8 до 1/250 с и «В».
- Фотоаппарат «Силуэт-электро» — автомат с приоритетом диафрагмы. Экспонометрическое устройство с сернисто-кадмиевым (CdS) фоторезистором. Источник питания автоматической экспонометрии — четыре дисковых никель-кадмиевых аккумулятора Д-0,06[2] или четыре ртутно-цинковых элемента РЦ-53[3] (современный аналог РХ-625[4]). Светодиодная индикация избыточной освещённости и длительной (более 1/30 сек) выдержки, а также контроль источника питания. При применении светофильтров автоматически вносится поправка на их плотность. Установка светочувствительности фотоплёнки от 16 до 250 ед. ГОСТ, экспокоррекция возможна только изменением значения светочувствительности.
- Выдержка от 8 до 1/250 сек. устанавливается автоматически, диафрагма от f/4 до f/16 устанавливается вручную. При отключенной автоматике возможен ручной выбор диафрагмы при единственной выдержке 1/30 с (этот же режим используется при съёмке с фотовспышкой). На выдержке «В» также возможна ручная установка диафрагмы.
- Синхроконтакт и центральный синхроконтакт «X», обойма для крепления фотовспышки.
- Резьба штативного гнезда 1/4 дюйма.
- Резьба под спусковой тросик отсутствует.
- Стоимость фотоаппарата «Силуэт-электро» составляла 65 или 67 рублей, в зависимости от футляра (жёсткий или мягкий).